# 王繼生
王繼生，一說王寄生，浙江嵊县人，明朝初期政治人物、進士出身。

## 生平
洪武十八年，登進士，官至云南左布政使。